# 3227 Hasegawa
3227 Hasegawa este un asteroid din centura principală, descoperit pe 24 februarie 1928 de Karl Reinmuth.